# 白田省吾
白田 省吾（しらた せいご、1852年3月19日（嘉永5年2月29日）- 1915年（大正4年）6月7日）は、明治から大正初期の農業指導者、政治家。衆議院議員、山形県会議長、山形県東村山郡蔵増村長。

## 経歴
出羽国村山郡、のちの山形県東村山郡蔵増村（蔵増村大字蔵増、天童町を経て現天童市大字塚野目）で、白田弥右衛門の長男として生れた。年少の頃、館林藩漆山陣屋の藩士から漢学、剣術を学び、その後、天童藩士、剣術指南役・大武平蔵につき一刀流の修行を行い、父弥右衛門から珠算を学んだ。
1879年（明治12年）1月、北蔵増村用掛に就任。以後、同戸長、蔵増村長、同村会議員、東村山郡会議員、同参事会員、同議長などを務めた。1891年（明治24年）8月、山形県会議員に選出され、衆議院議員在任中を除いて死去するまで通算7期在任し、この間、同参事会員（3期）、同副議長（1期）などを務め、1911年（明治44年）10月から同年12月まで県会議長に在任した。
1898年（明治31年）3月、第5回衆議院議員総選挙（山形県第1区、進歩党）で当選し、同年8月の第6回総選挙（山形県第1区）では落選し、衆議院議員に1期在任した。
その他、東村山郡教育会副会長、同郡農会長、山形県地方森林会議員、同農会議員、日本体育会山形県顧問、大日本武徳会山形県支部委員、山形県結核予防会評議員、山形県消防協会名誉会員、日本赤十字社商議員、東村山郡染織同業組合長、山形県織物同業組合連合会長などを務めた。
1915年6月、脳軟化症により自宅で死去した。

## 山形県会選挙歴
- 1期：1891年8月当選[6]
- 2期：1895年8月当選 - 1898年3月辞任[6]
- 3期：1898年6月補欠当選[6]
- 4期：1899年9月当選[6]
- 5期：1903年9月当選[6]
- 6期：1907年9月当選[6]
- 7期：1911年9月当選 - 1915年6月死去[6]

## 親族
- 婿養子 白田礼次郎（のち弥右衛門を襲名、二女・勢以の夫、旧姓・佐藤、蔵増村長、蔵増村農協会長）[1]
- 孫 白田二郎（蔵増村長）[1]